# Bernardo Silva
Bernardo Mota Veiga de Carvalho e Silva (n. 10 august 1994, Lisabona, Portugalia) este un fotbalist portughez. Joacă ca mijlocaș ofensiv la Manchester City în Premier League din Anglia.

## Carieră

### Sport Lisboa e Benfica
Silva este produs de categoriile inferioare a lui Benfica, în sezonul 2013-14 a jucat 38 de meciuri cu echipa B, cu care a marcat 7 goluri. În plus, a mai jucat 3 meciuri cu prima echipă.

### AS Monaco
În vara lui 2014, Silva a plecat la Monaco împrumutat.
În sezonul 2014-15, a jucat 32 de meciuri în Ligue 1 marcând 9 goluri și oferind 3 pase de gol. A mai jucat 3 meciuri în cupa ligii și alte trei în Cupa Franței, în care a marcat un gol. În Europa a jucat 7 meciuri în Champions, ajungând până în sferturi.
Prestațiile sale au convins directiva lui Monaco, transferându-l pe Silva în ianuarie în schimbul a 15,7 milioane de euro.